# Crise Iemenita

Situação no Iêmen em outubro de 2011

Situação em março de 2012

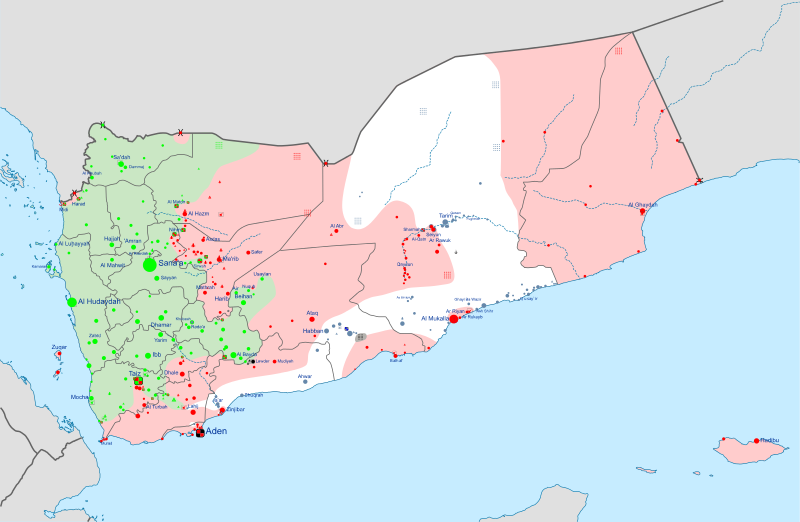
Situação no Iêmen em 26 de Março de 2015:
Controlado pelos Houthis e partidários de Saleh
Controlado por partidários de Hadi
Controlado pela Alcaida e pelo Ansar al-Sharia
Controlado pelo Al-Hirak

A Crise Iemenita é um conjunto de conflitos internos de caráter sectário, político e religioso que ocorrem no Iêmen desde princípios do século XXI. Inicialmente, o país era afligido por três insurreições: a dos salafistas-jiadistas da Alcaida e seus grupos afiliados desde 2001; o conflito em Sa'dah desencadeado em 2004 pelos Houthis; e as revoltas dos independentistas do Movimento do Iêmen do Sul.
Porém, a crise iemenita se intensificaria com a Revolução Iemenita de 2011-2012, ocorrida como parte dos grandes protestos da Primavera Árabe, que expulsou o regime ditatorial de Ali Abdullah Saleh do poder. Depois que Saleh deixou o cargo no início de 2012 como parte de um acordo mediado entre o governo iemenita e grupos de oposição, o governo liderado pelo ex-vice-presidente de Saleh, Abd Rabbuh Mansur Hadi, se esforçou para unir o cenário político turbulento do país e afastar as ameaças dos militantes tanto da Alcaida na Península Arábica como dos Houthis que estavam travando uma insurgência prolongada no norte durante anos. Em 2014, os combatentes Houthis invadiram a capital Saná e forçaram Hadi a negociar um "governo de unidade" com outras facções políticas, enquanto a capital estava sendo alvo intensivo de operações terroristas da Alcaida. Após negociações com outras facções, como a fracassada com o  Al-Islah  sunita, os rebeldes continuaram a colocar pressão sobre o debilitado governo até que, após seu palácio presidencial e residência privada ficarem sob o ataque do grupo militante, Hadi renunciou junto com seus ministros em janeiro 2015, o que foi rejeitado pelo parlamento iemenita. No mês seguinte, os Houthis, declararam-se no controle do governo, dissolveram o Parlamento e instalaram um Comitê Revolucionário interino liderado por Mohammed Ali al-Houthi, primo do líder Houthi Abdul-Malik al-Houthi. No entanto, Hadi fugiu para Áden, onde declarou que continua sendo presidente legítimo do Iêmen, proclamou capital provisória do país, e apelou aos oficiais do governo leais e membros das forças armadas para se unirem a ele.

## Insurreições no Iêmen

### Insurgência dos salafistas-jiadistas
A Alcaida está presente no Iêmen desde 1990. Em 2000, lançou seu primeiro ataque contra os ocidentais em um atentado contra o destróier estadunidense USS Cole, matando 17 marinheiros. Este ataque, bem como os ataques de 11 de setembro, finalmente impulsionaram o governo iemenita a promover uma ofensiva contra os jiadistas.
Por sua parte, a Alcaida da Arábia Saudita foi expulsa do reino em 2003 e encontrou refúgio no Iêmen. Em janeiro de 2009, os ramos sauditas e iemenitas da Alcaida se fundiram para formar Alcaida na Península Arábica (AQAP).
Concomitantemente, os Estados Unidos passaram a realizar ataques aéreos com drones regularmente contra a Alcaida. Em 2014, de acordo com a New America Foundation, 124 jiadistas e quatro civis foram mortos em 19 incursões.
A AQAP também enfrenta os Houthis.

### Insurgência dos Houthi
Os houthis são rebeldes xiitas zaiditas que desde 2004 se opõem pela força das armas ao Estado iemenita, mas também a Alcaida da Península Arábica. Ativos no noroeste do país denunciam a marginalização da comunidade zaidita, a desigualdade e o subdesenvolvimento da região. São apoiados pelo Irã, e também criticam a aliança do Iêmen com a Arábia Saudita e os Estados Unidos. Em 2011, eles tomam parte na revolução iemenita. Em fevereiro de 2014, foi anunciado que o Iêmen se tornaria um Estado federal. Os Houthis então lançaram uma grande ofensiva em setembro, para expandir a sua área de influência e obter uma parte do poder em seu favor.

### Insurgência dos separatistas sulistas
O Movimento do Iêmen do Sul (também chamado de al Hirak ou Movimento separatista do Sul) foi fundado em 2007, em desafio a unificação do Iêmen, como resultado da Guerra Civil do Iêmen de 1994, que viu a vitória dos nortistas. Esse movimento ganhou força em muitas áreas no sul do país, levando a um aumento das tensões e confrontos, por vezes violentos com as forças do governo.

## Primavera Árabe (2011-2012)
A onda de protestos conhecida como Primavera Árabe não demorou muito para chegar no Iêmen após a Revolução Tunisiana. O Iêmen era um país pobre com um governo amplamente reconhecido como corrupto, com uma grande quantidade de armas em mãos privadas. Até 2011, o país já enfrentava desafios de militantes ligados à Alcaida e os separatistas no sul e rebeldes xiitas zaiditas no norte. O Iêmen só havia sido unificado a partir de 1990, e as profundas divisões persistiram entre o norte e o sul.

### Protestos contra Saleh

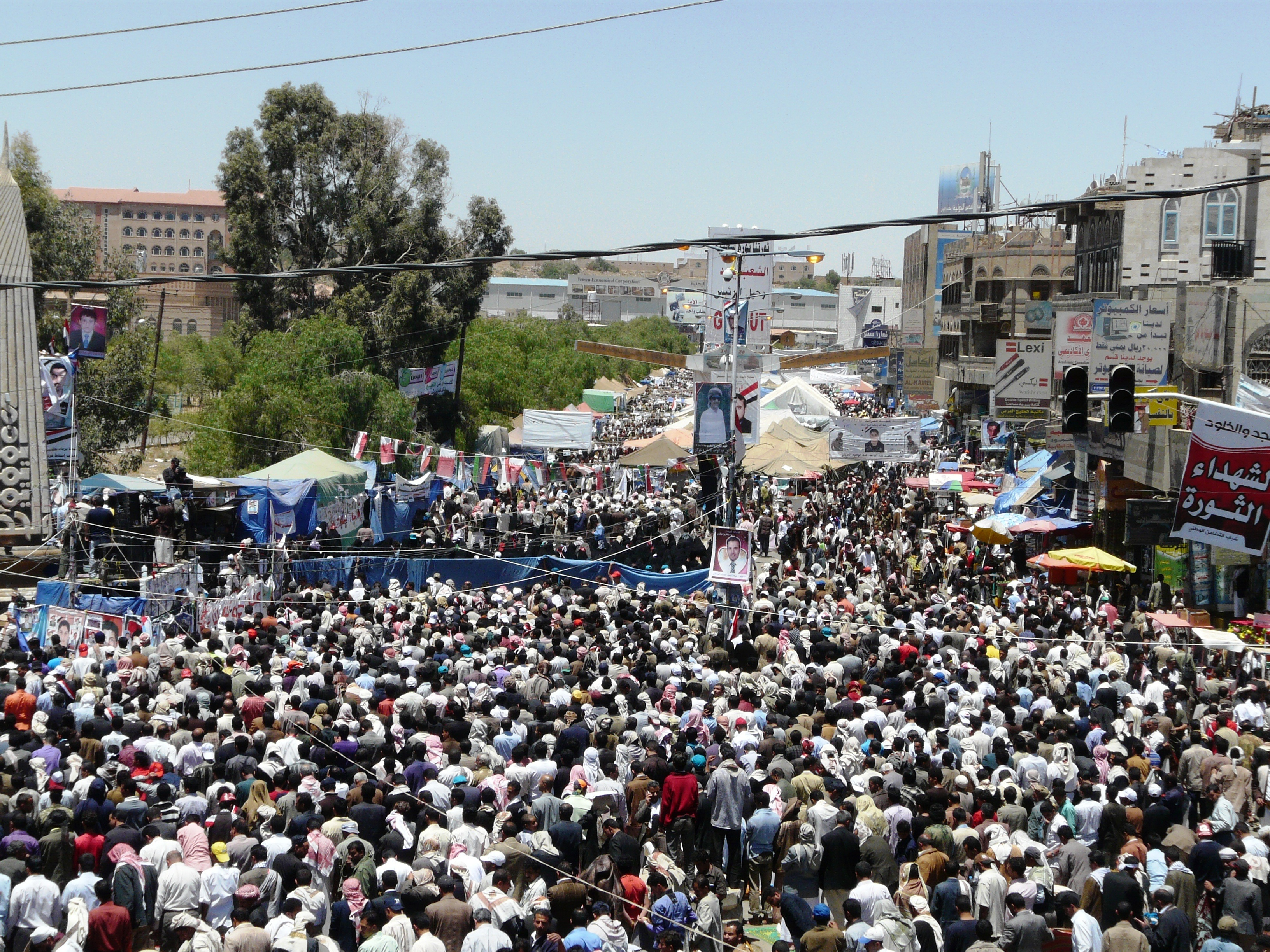
Manifestantes em Saná em 4 de abril de 2011, durante os estágios iniciais da Revolução Iemenita

Os protestos populares eclodiram no início de 2011, liderados tanto pelos grupos de oposição seculares como islâmicos. Os grupos rebeldes de longa data, como os Houthis e o Movimento do Sul também participaram dos protestos. Saleh reagiu com uma repressão violenta, e o país quase se desintegrou em uma guerra civil total uma vez que diversos elementos do exército romperam com o governo e se juntaram aos manifestantes a partir de março.
Saleh quase foi morto quando uma bomba explodiu em uma mesquita onde ele e outros altos oficiais do governo estavam orando em 3 de junho, aparentemente em uma tentativa de assassinato. Apesar de sua condição inicialmente parecer grave, Saleh recuperou e regressou ao cargo em 23 de setembro, depois de vários meses de tratamento médico na Arábia Saudita. Ele deixou o vice-presidente Hadi no cargo durante a sua ausência. Como presidente interino, Hadi se reuniu com a oposição e supostamente manifestou sua abertura às reformas políticas. No entanto, rejeitou a ideia de remover Saleh do poder sem o consentimento do presidente.

### Acordo mediado
O Conselho de Cooperação do Golfo não aplicaria qualquer pressão sobre Saleh para negociar um fim ao levante para que deixasse o cargo. Semanas após o retorno da Arábia Saudita, Saleh finalmente concordou em 23 de novembro a renunciar em troca de imunidade. Como parte do acordo, a oposição concordou em permitir que Hadi ficasse sem oposição para a presidência em 2012.

### Cerco de Damaje
Enquanto isso, os rebeldes Houthis no norte do Iêmen cercaram uma cidade salafista no mohafazah de Sadá, Damaje. Os combates foram piores em novembro e dezembro. As forças armadas iemenitas foram incapazes de restaurar a ordem, devido à crise no resto do país.

## Eleição e governo de Hadi (2012-2014)

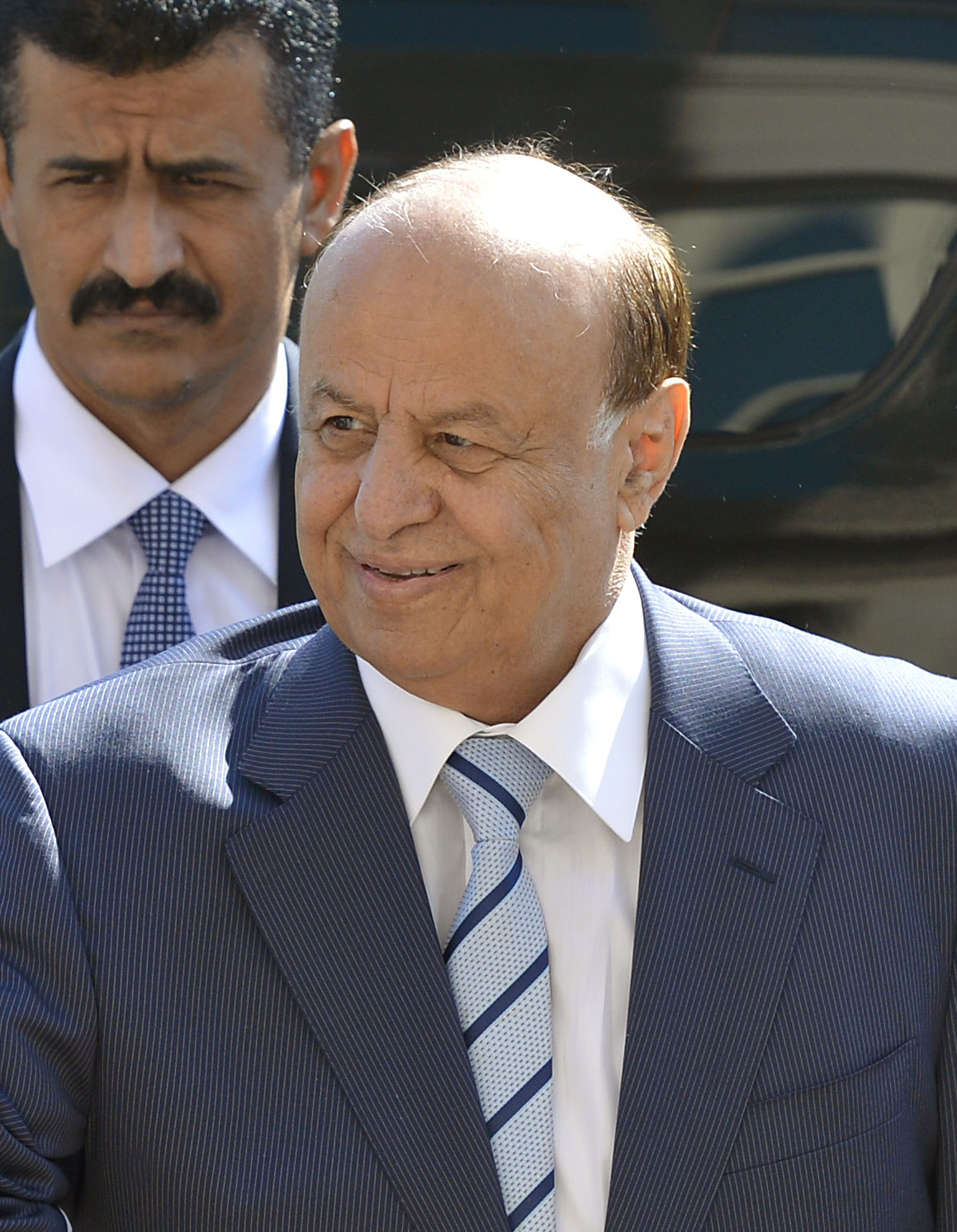
Abd Rabbuh Mansur Hadi, o segundo Presidente do Iêmen

Embora Hadi concorresse e fosse eleito presidente sem oposição, a sua eleição em 24 de fevereiro de 2012 foi amplamente considerada como a conclusão da revolução que começou um ano antes. Hadi, um sulista, desfrutava de apoio sobretudo no antigo Iêmen do Sul, acalmando os murmúrios do separatismo, embora o Movimento do Sul boicotasse a eleição presidencial, assim como os houthis. Hadi não deu aos rebeldes houthis quaisquer assentos em seu gabinete.

### Confrontos em Damaje continuam
O conflito em Damaje se renovou em abril, quando eclodiram combates entre membros da tribo houthi e estudantes salafistas. Ambos os lados acusaram o outro de romper um acordo de trégua.

### Hadi faz avanços
As negociações de reconciliação nacional foram realizadas com a participação de muitos elementos separatistas, bem como os houthis.
Nove anos após a morte de Hussein Badreddin al-Houthi, o governo iemenita entregou os restos mortais do patriarca Houthi à sua família e ele foi enterrado no norte do Iêmen, em junho de 2013, com um representante da administração Hadi comparecendo.
Hadi visitou os Estados Unidos, um aliado fundamental no exterior, em julho de 2013. Os Estados Unidos também levantaram a proibição de transferência de presos de seu Campo de Detenção da Baía de Guantánamo, em Cuba, para o Iêmen.
Enquanto isso, a Arábia Saudita deportou cerca de 300.000 a 400.000 trabalhadores migrantes iemenitas para o seu país de origem em 2013, causando um influxo de iemenitas pobres sem terra no norte do Iêmen.

### Novos confrontos
O conflito entre houthis e salafistas na província de Sadá foi renovado em outubro e novembro de 2013. Autoridades governamentais em Sadá acusaram os combatentes houthis de atacar uma mesquita salafista em Damaje em uma tentativa de expulsar os sunitas, enquanto os houthis acusaram os salafistas de usar a instituição religiosa como um campo para combatentes sunitas estrangeiros. O governo tentou intervir para parar os combates.
O enfrentamento sectário em Jaufe durou durante todo o ano. Na província de Dhamar também ocorreram confrontos entre os houthis e salafistas perto do final do ano.

### Conflito xiita-sunita se propaga (2014)
Confrontos em Damaje espalharam para a província de 'Amran até janeiro de 2014. Os Houthis alcançaram uma vitória em Saada, quando o governo iemenita intermediou um acordo segundo o qual combatentes salafistas e suas famílias foram evacuados para a província vizinha de Al Hudaydah. De acordo com relatos, os houthis depois bloquearam tropas governamentais de implantar integralmente em todo o território, apesar de um acordo assinado.
Combates na província de Amran intensificaram-se durante o ano, com confrontos entre houthis e simpatizantes do partido islamita Al-Islah que acabou conduzindo a uma tomada de poder dos houthis de toda a província. O conflito se propagaria à província de Saná até julho.

#### Houthis tomam Saná
Os houthis começaram a protestar contra o governo de Hadi para exigir concessões, a fim de solucionar a insurgência de longa data que vinham travando contra o Estado iemenita em meados de 2014. A revolta se intensificou dramaticamente uma vez que combatentes houthi avançaram em Saná, a capital e, efetivamente, assumiram o controle da cidade dos militares iemenitas dentro de alguns dias em setembro. As forças do general Ali Mohsen al-Ahmer se renderam aos houthis após um breve combate. Ali Abdullah Saleh, o ex-presidente, foi amplamente suspeito de auxiliar os houthis nos bastidores e ajudar a abrir o caminho para a sua tomada de poder. O primeiro-ministro Mohammed Basindawa renunciou em 21 de setembro, como parte de um acordo destinado a acabar com o impasse.

### Formação do governo de unidade
Os houthis e o governo concordaram em 21 de setembro em formar um "governo de unidade" no prazo de um mês. No entanto, os houthis rejeitaram a escolha inicial de primeiro-ministro por Hadi, Ahmad Awad bin Mubarak, e o ministro do Petróleo Khaled Bahah seria nomeado em vez disso, com a aprovação do grupo armado. Os houthis e o Congresso Geral do Povo liderado por Saleh anunciaram abruptamente em 8 de novembro que não iriam participar do governo de unidade nacional, alegando que seria inaceitável para eles. O boicote induziu a sanções contra Saleh e altos dirigentes dos houthis do Conselho de Segurança das Nações Unidas e do Departamento do Tesouro dos Estados Unidos.

## Houthis consolidam o poder (2015)
Os houthis aumentariam sua pressão sobre o governo enfraquecido de Hadi, apreendendo o palácio presidencial e instalações militares estratégicas em Saná e bombardeando a residência privada do presidente em 20 de janeiro. No dia seguinte, eles tomaram o controle da casa de Hadi, estacionando guardas armados do lado de fora para mantê-lo sob prisão domiciliar.  Hadi, o primeiro-ministro Khaled Bahah e o gabinete renunciaram no dia seguinte, afirmando que não poderiam continuar a trabalhar sob as condições que os houthis haviam imposto. O grupo rebelde saudou a renúncia de Hadi, mas continuou a mantê-lo sob prisão domiciliar. A notícia levou quatro mohafazah do sul a anunciar que iriam desconsiderar todas as ordens de Saná. A Câmara dos Deputados iria se encontrar a 25 de janeiro para discutir a possibilidade de aceitar ou rejeitar a renúncia de Hadi sob a constituição iemenita, mas a sessão foi cancelada após os houthis tomarem o controle do edifício do parlamento. A Organização das Nações Unidas interveio para tentar uma solução negociada para aquilo que muitos no Iêmen consideraram como um golpe de Estado dos houthis.
As negociações da ONU foram infrutíferas e um ultimato dos houthi às facções políticas do Iêmen para que encontrassem uma solução não foi cumprido. No dia 6 de fevereiro, os houthis declararam-se no controle total do governo iemenita, dissolveram o Parlamento e instalaram um Comitê Revolucionário liderado por Mohammed Ali al-Houthi para liderar o Estado a título provisório. O anúncio provocou protestos em Saná e outras cidades, especialmente no sul.

### Acontecimentos pós-golpe
As reações a tomada de poder dos houthis foram amplamente negativas, com a Liga Árabe, o Conselho de Cooperação do Golfo, as Nações Unidas e os Estados Unidos recusando-se a reconhecer a "declaração constitucional" e várias províncias rejeitaram a autoridade dos houthis. Com a maioria dos partidos políticos criticando o golpe, Jamal Benomar, o enviado da ONU para o Iêmen, anunciou a retomada das negociações nacionais sobre o futuro do Iêmen em 8 de fevereiro. Benomar afirmou que os houthis haviam concordado em participar das negociações. O Secretário-Geral das Nações Unidas, Ban Ki-moon, pediu que Hadi fosse reintegrado como presidente.
Os houthis e outras facções chegaram a um acordo provisório, anunciado em 20 de fevereiro, para manter a Câmara dos Representantes em vigor, apesar da "declaração constitucional" dissolvendo-a duas semanas antes. O acordo também estipulou que um "conselho de transição popular" seria estabelecido para representar os sulistas, mulheres, jovens, e outras minorias políticas. No dia seguinte, Hadi viajou para Áden, onde afirmou que todas as ações dirigidas pelos houthis desde 21 de setembro de 2014 eram inválidas e condenou o golpe de Estado.

## Irrompe a guerra civil
Combates eclodiram sobre o Aeroporto Internacional de Áden, em 19 de março, com forças especiais leais ao ex-presidente Ali Abdullah Saleh tentando capturar o aeroporto antes de serem derrotadas por tropas e milicianos sob as ordens da administração Hadi. No dia seguinte, em um incidente aparentemente não relacionado, quatro homens-bomba detonaram-se em mesquitas em Sana repletas de congregantes houthis, matando pelo menos 142. O grupo islâmico sunita Estado Islâmico do Iraque e do Levante assumiu a responsabilidade.
Hadi declarou Áden como sendo capital provisória do Iêmen, em 21 de março, enquanto Sana'a permanece sob controle dos houthis. No dia seguinte, as forças dos houthis avançaram mais perto de Áden, capturando partes importantes de terceira cidade do Iêmen, Taiz. Eles consolidariam o seu controle em grande parte do sul e tomariam muito do próprio Áden no início de abril.

### Intervenção militar estrangeira
Em 25 de março, a Arábia Saudita e outros países anunciaram que tinham iniciado operações militares no Iêmen contra os rebeldes houthis. Barém, Kuwait, Catar e os Emirados Árabes Unidos emitiram uma declaração juntamente com a Arábia Saudita dizendo que seu objetivo era "repelir agressão houthi" no Iêmen. Egito, Jordânia, Marrocos e Sudão também são membros da coalizão de 10 países.

No dia 17 de abril, o Irã enviou à ONU uma proposta de paz que previa: cessar-fogo e fim de todos os ataques militares estrangeiros; assistência humanitária; retomada de um diálogo nacional amplo que permita o estabelecimento de um governo nacional inclusivo de unidade.